# Predmerszky Tibor
Predmerszky Tibor (Budapest, 1919. április 17. – Budapest, 1997. február 10.) magyar orvos, biofizikus.

## Életpályája
Középiskolai tanulmányait a budapesti Fasori Evangélikus Gimnáziumban végezte. A budapesti egyetemen 1943-ban szerzett orvosi diplomát. Rövid időn át az OMFI Sugárzáskutató Osztályán dolgozott, majd az Országos Munkaegészségügyi Intézet (OMI) tudományos munkatársa, később osztályvezetője lett. Ezután az  Intézeten belül Sugárfizikai Csoportot hozott létre, amely 1957. január 1-jétől Sugáregészségügyi Osztállyá alakult. A budapesti Országos Frédéric Joliot-Curie Sugárbiológiai és Sugáregészségügyi Kutató Intézet 1970-től kezdve az ország sugáregészségügyi szakmai központjává vált, amelyet 1972 és 1974 között  Predmerszky Tibor mint mb. igazgató főorvos  vezetett. 

## Tudományos fokozatai
- az orvostudományok kandidátusa (1961)
- az orvostudományok doktora (1981).

## Díjai, elismerései
- Steiner Lajos emlékérem (1974)
- METESZ Díj (1989, javasoló szervezete: Magyar Biofizikai Társaság) [2]

## Társasági tagságai
- Magyar Biofizikai Társaság
- Magyar Meteorológiai Társaság